# Константиновка (Витовский район)
Константиновка (укр. Костянтинівка) — село в Витовском районе Николаевской области Украины.
Основано в 1890 году. Население по переписи 2001 года составляло 415 человек. Почтовый индекс — 57251. Телефонный код — 512. Занимает площадь 0,154 км².

## Географическое положение
Село Константиновка расположено в Николаевском районе Николаевской области, на юго-востоке региона. Расстояние до областного центра, города Николаева, составляет 25 км.
Инфраструктура и гидрография
Село имеет развитую инфраструктуру и доступ к важным транспортным и водным артериям. К северу от Константиновки, на расстоянии около 875 метров, проходит железнодорожная линия с остановкой «Спутник».
Южную окраину села омывает магистральный канал Ингулецкой оросительной системы. Вдоль канала проходит автомобильная дорога, соединяющая село со Староснигуревская трассой.
Рельеф местности преимущественно равнинный.
Водоснабжение
Водоснабжение населения полностью обеспечивается за счёт артезианской скважины глубиной 77 метров. Кроме того, на восточной окраине села находятся два обустроенных колодца с пресной питьевой водой.

## История

### Основание села
Село Константиновка было основано в 1847 году. 

### Село во времена Российской империи
В связи с тем, что село расположено в засушливой степной зоне (ближайший водоём находился на расстоянии 15 километров), большой проблемой было снабжение населения питьевой водой. Крестьян выкопали и оборудовали колодцы. В 1855 году на территории села уже насчитывалось 23 колодца. У каждого помещика был собственный колодец с откуда он доставал воду, а чтобы другие не могли им воспользоваться на каждый колодец ставился замок. Воду доставали при помощи лошадей. К барабану приделывали две бадьи: одна поднимается, вторая опускается. Построили также ветреник. Из-под земли била родниковая вода и при помощи ветреника воду качали на поверхность. Таким образом удовлетворяли потребности населения в воде.
Земля в селе принадлежала помещикам — единоличникам (2193 десятин земли), где они выращивали пшеницу, рожь, ячмень. На территории села было сооружено 6 ветровых мельниц. Стало интенсивно развиваться производство хлеба. Расширению посевов зерновых культур препятствовали климатические условия, часто повторялись неурожаи. Также крестьяне разводили коров, лошадей, овец, коз и домашнюю птицу.
В 1862 году в сел был построен Константино-Еленский молитвенный дом на средства николаевского купца 2-й гильдии Соболева Константина Никифоровича (1812 — IIп. XIX в.). Соболев К. Н. был надзирателем Николаевского приходского женского училища, николаевским бургомистром (1844-48), церковным старостой (по 1850). Исполнял должность городского головы (1854-56). С 1857 по 1860 — городской голова. Являлся попечителем николаевских богаделен и больниц, вносил большие пожертвования на храмы и церкви города и сел.

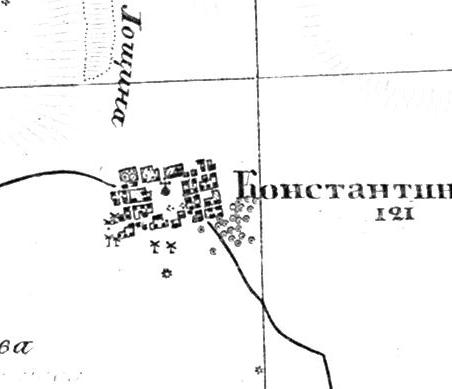
Карта села Константиновка (конец ХІХ столетия)

В конце ХІХ столетия население села стремительно выросло и ветхий молитвенный дом не мог поместить в себе всех прихожан. Было принято решение о строительстве церкви во имя святых Равноапостольных царей Константина и Елены. Строительство проводилось за средства прихожан. Камни для строительства храма привозили из Херсона. Отдельно построена колокольня, где установлен огромный колокол. На куполе колокольни установлен большой крест, закреплённый цепями. Строительство длилось около 10 лет и было завершено в 1905 году. Первым священником новой церкви стал 40-летний священник из 4-го класса Херсонской классической гимназии ― Николай Василевич Алексеев. В том же году церковь освятили, она работает и по сей день.

### Довоенный период
В 30 годы XX века началась коллективизация.
В 1935 году местный колхоз был объединён с колхозом имени Сталина (село Павловка — сейчас этого села нет, остался островок необработанной земли, где раньше было кладбище этого села. Это севернее села Константиновки на расстоянии 5 метров).
После объединения в один колхоз, председателем был избран Донец Малафей Ермолаевич.
В 1937 году открыт медпункт, почтовое отделение.
В начале 40-х годов в селе построены животноводческие фермы, мельница, пекарня, молочный пункт, на котором из молока делали сметану. Все сельскохозяйственные работы в основном выполнялись лошадьми и волами.
В этот же период в селе утверждён сельский совет. Первым председателем сельского совета был Мартиянов Алексей. Сельский совет был построен в центре села, сейчас это почтовое отделение.

### Константиновка в годы Великой Отечественной войны
| Алимов Петр Федорович            | Карпов Андрей Федосеевич      | Скиданов Николай Ефимович       |
| Андриевский Григорий Алимпийович | Клинцов Кирилл Афанасьевич    | СоломинВасилий Семенович        |
| Афанасьев Иосиф Яковлевич        | Кордин Ехим Никитич           | Старостенко Владимир Семенович  |
| Беглицов Илья Иванович           | Кудин Василий Маркович        | Стальников Алексей Ильич        |
| Борискин Александр               | Кудин Иван Петрович           | Тарабанов Василий Сергеевич     |
| Васильев Николай Васильевич      | Кудин Кузьма Степанович       | Тюник Иван Сергеевич            |
| Вовченко Николай Александрович   | Кудин Николай Дмитриевич      | Тюник Петр Сергеевич            |
| Гуслеев Константин Павлович      | Кудин Петр Петрович           | Федоров Андрей Евменович        |
| ДомчинськийДмитрий Степанович    | Лысов Петр Сименович          | Федоров Федор Федорович         |
| Донцов Александр Петрович        | Недиля Николай Владимирович   | Федоров Гавриил Дмитриевич      |
| Драченко Николай Иванович        | Олениченко Андрей Васильевич  | Фомичев Егор Владимирович       |
| Евтушенко Кирилл Петрович        | Олениченко Иван Васильевич    | ЦымбалДмитрий Тимофеевич        |
| Жигалкин Петр Федорович          | Половенко Николай Васильевич  | Цымбал Емельян Тимофеевич       |
| Зубченко Петр Георгиевич         | Савченко Петр Николаевич      | Чепельский Александр Тимофеевич |
| Игнатев Василий Демянович        | Сандольський Сергей Захарович | Шипков Дмитрий Егорович         |
| Ильин Андрей Илларионович        | Саренчеев Дмитрий Андреевич   | Шипков Сергей Егорович          |
| Ипьин Николай Никитович          | Скиданов Василий Ефимович     | Шишков Григорий Прокопович      |
| Шишков Иван Иванович             | Щегорев Николай Григорьевич   | Шишков Афанасий Прокофьевич     |

В начале войны в результате бомбардировок разрушена железная дорога, сельская школа, несколько снарядов упали и на местное кладбище.
18 августа 1941 года после падения Николаева село оккупировано немецко-фашистскими захватчиками, и 20 августа Константиновка вошла в состав рейхскомиссариата «Украина».
Накануне освобождения села немцы согнали всех крестьян в церкви и хотели взорвать её, но не успели. Рано утром 17 марта 1944 года советская армия освободила Константиновку от немецко-фашистских захватчиков.
В освобождении села принимали участие 281 стрелковый полк 63 стрелковой дивизии которым командовал майор Гладков, 152 стрелковый полк 94 стрелковый дивизии, 528 стрелковый полк 130 стрелковой дивизии, 295 стрелковый полк входил в состав 96 гвардейской дивизии, которой командовал полковник Левин.
За военное мастерство и героизм в борьбе с фашистами более 10 тысяч воинов награждены орденами и медалями, а 10 воинов стали Героями Советского Союза и кавалерами орденов Славы.

### Послевоенный период
После освобождения возобновлена работа в колхозе, который в послевоенный период носил имя Калинина. Председателем колхоза был Мудрицький Николай Гаврилович.
В начале 50-х годов колхоз им. Калинина вошёл в состав колхоза им. Ленина как пятый отдел.
Центральная усадьба колхоза им. Ленина находилась в современном пгт Первомайское. Возглавлял колхоз Павлов Павел Григорьевич, а с 1960 г. — Кузнецов Леонид Гаврилович.
Рабочие колхоза выращивали зерновые культуры овощи, в 50 — 60 года — хлопок, который поздно созревал и собирать приходилось осенними холодами. Занимались также животноводством: разводили коров, овец, свиней, коней.
В 1960 году произошла реорганизация колхоза им. Ленина, из его состава вывели Константиновку, Новониколаевку, Оленевку и образовали новый совхоз «Спутник», село Константиновка стало 2 отделом этого совхоза. Первым директором совхоза был Гонтаренко Иван Васильевич — уроженец села Оленевки. До 1951 года он работал в школе, затем был избран секретарем райкома комсомола, а с 1960 до 1971 год директором ГПУ «Спутник». За это время построены животноводческие фермы, складские помещения, клуб, мастерские, теплицы.
В этот же период у села ведётся строительство магистрального канала Ингулецкой оросительной системы, и автопути Николаев — Снигиревка.
С 1971 года совхозом руководили Баланюк Николай Гаврилович, Царенко Анатолий Васильевич и Кужильна Борис Павлович. С 1982 года к руководству совхозом пришёл молодой энергичный инженер Михаил Александр Иванович.
Для решения социальных проблем необходимо было построить новые школы. На то время это были одноэтажные здания старого типа.
На заседании партийного бюро секретарей партийной организации Яковлева Л. И. поставила вопрос о выделении жилья в первую очередь специалистам, учителям.
Результат такой кадровой политики не замедлил сказаться. Исчез дефицит механизаторов, животноводов, специалистов высшего и среднего звена. Производство увеличилось в 4 — 5 раз. Прибыль с 1986 по 1996 годы ежегодно составлял от 800 до 1420 тысяч рублей.
В результате организационной работы, новой технологии, введение индивидуального подряда в растениеводстве производство увеличилось на 300 % первое место по урожайности занимала Константиновка (Начальник механизированного отряда Григорьевич М. В., помощник Докиенко П. Г.). На 100 % обеспечивали собственно животноводство и продавали корма всему району.
Животноводы 2 отделения совхоза «Спутник» в течение нескольких лет занимали 1 место в районе (Управляющая отделением Матвеева Н. И., бригадир животноводов — Иванова Л. И., Дидык А. М.) занимали 2 место по производству сахарной свёклы. Выращивали по 3,5 тыс. овощей.
За эти годы построили 2 средние школы, 244 жилых дома, заасфальтированы почти все пути в Константиновку, газифицирована Новониколаевка и Оленевка.
С 1985 года совхоз «Спутник» реорганизовано в КПУ «Спутник».

## Демография
| Год  | Население, чел. |
| ---- | --------------- |
| 1859 | 649             |
| 1896 | 1382            |
| 1912 | 1831            |
| 2001 | 415             |

## Местный совет
57250, Николаевская обл., Витовский район, с. Новониколаевка, ул. Октябрьская, 32, тел.: 68-48-48

Галерея
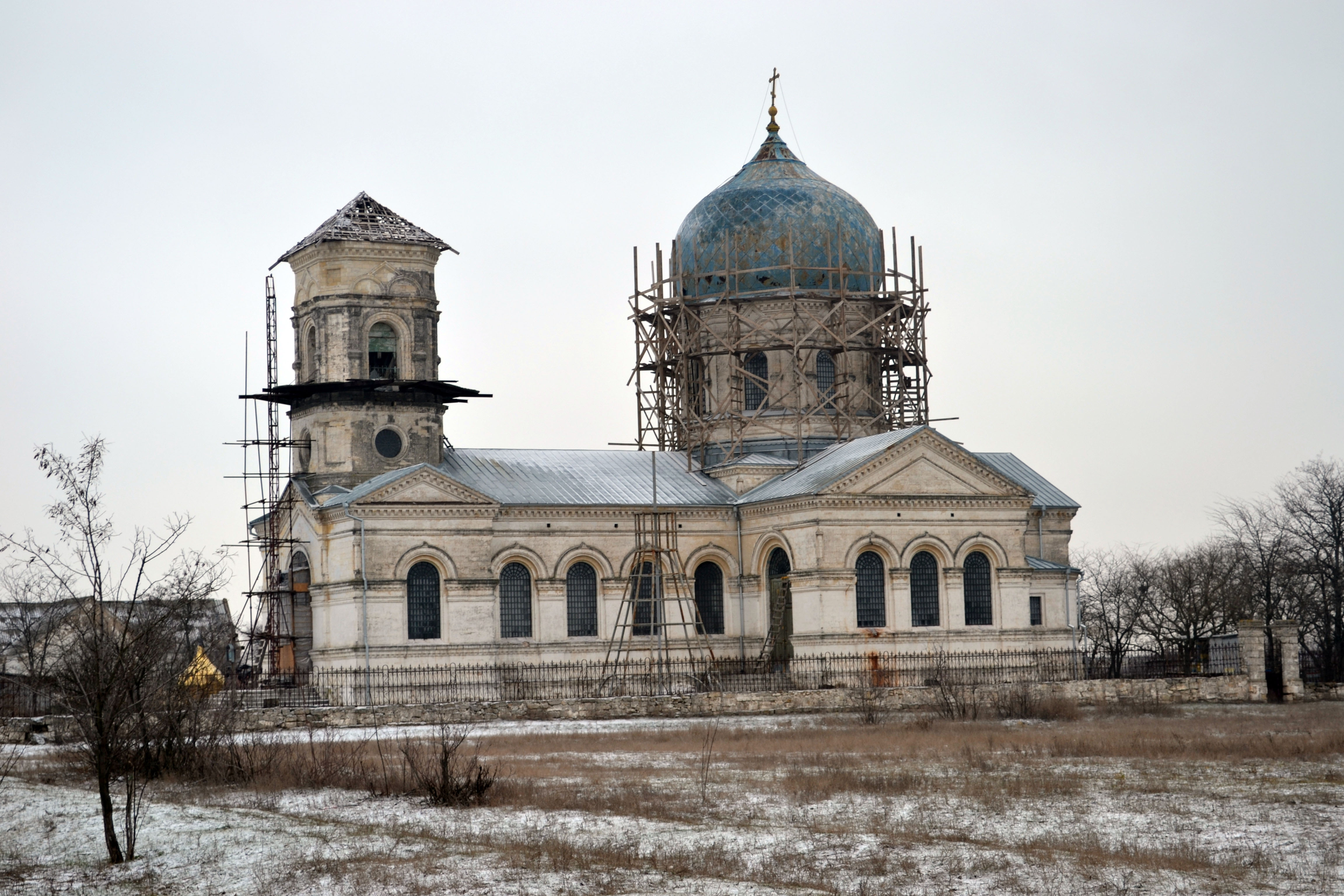
Храм во имя святых Равноапостольных царей Константина и Елены (реставрация)
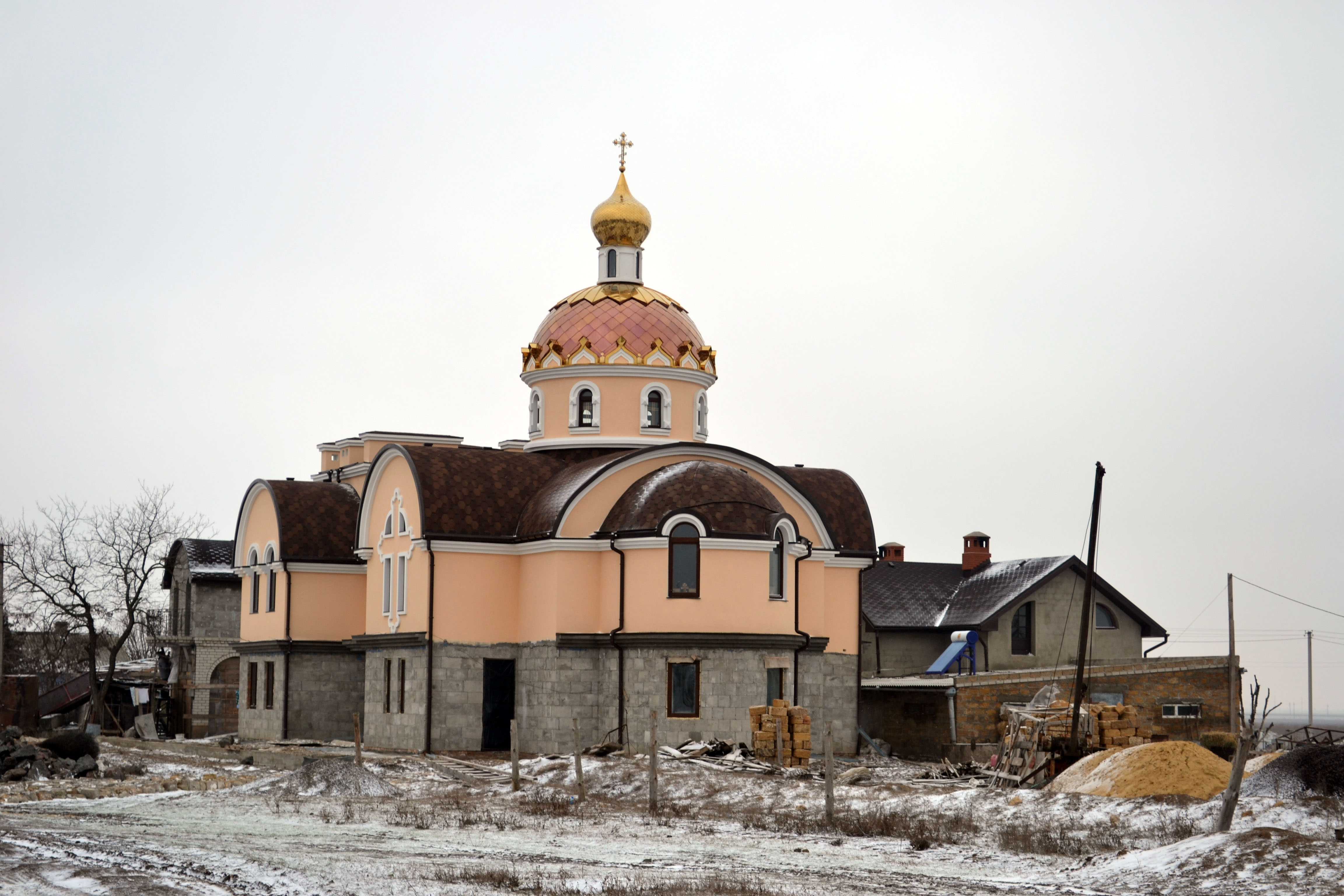
Святых равноапостольных Константина и Елены мужской монастырь в селе Константиновка
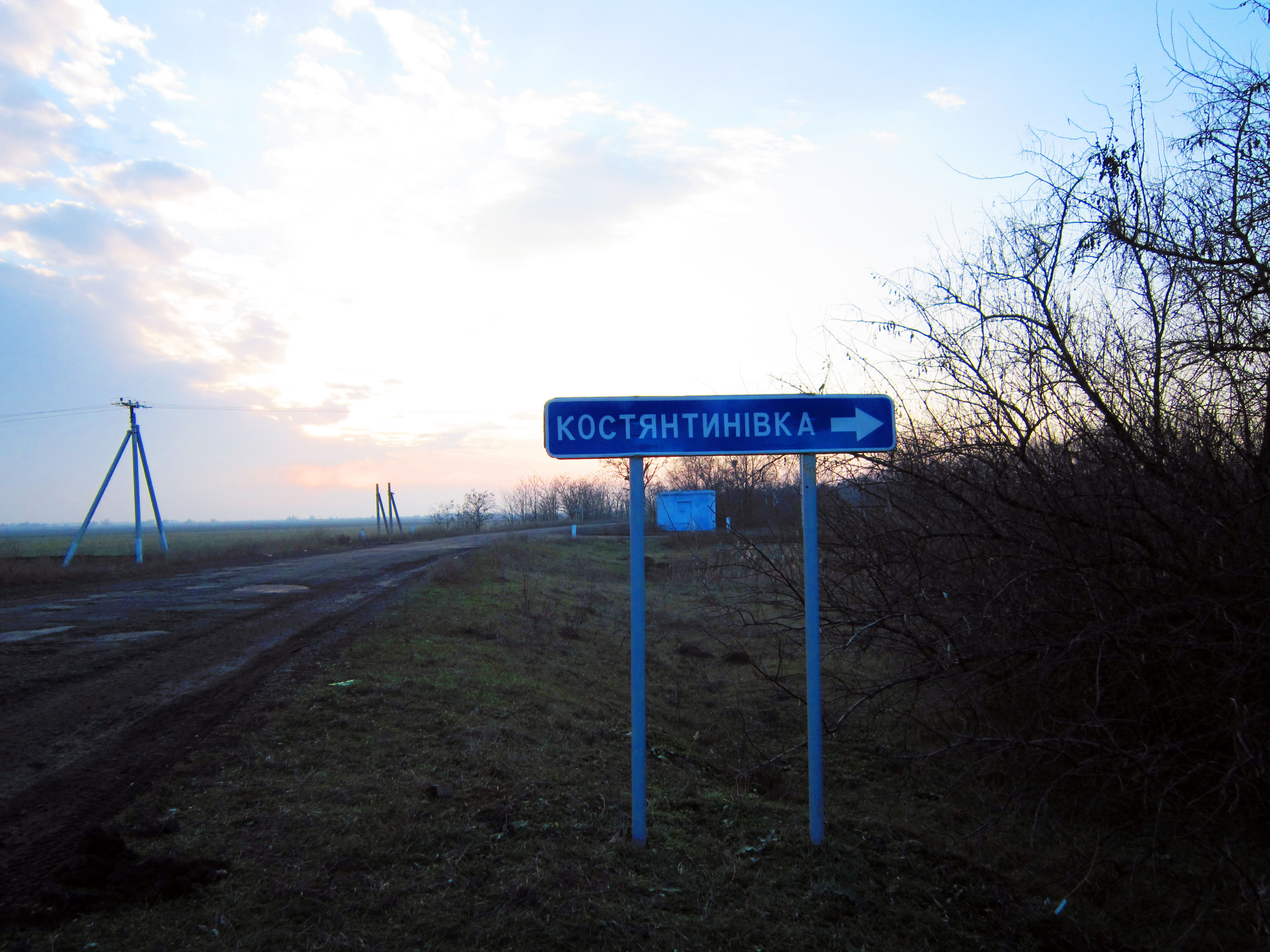
Въезд в село
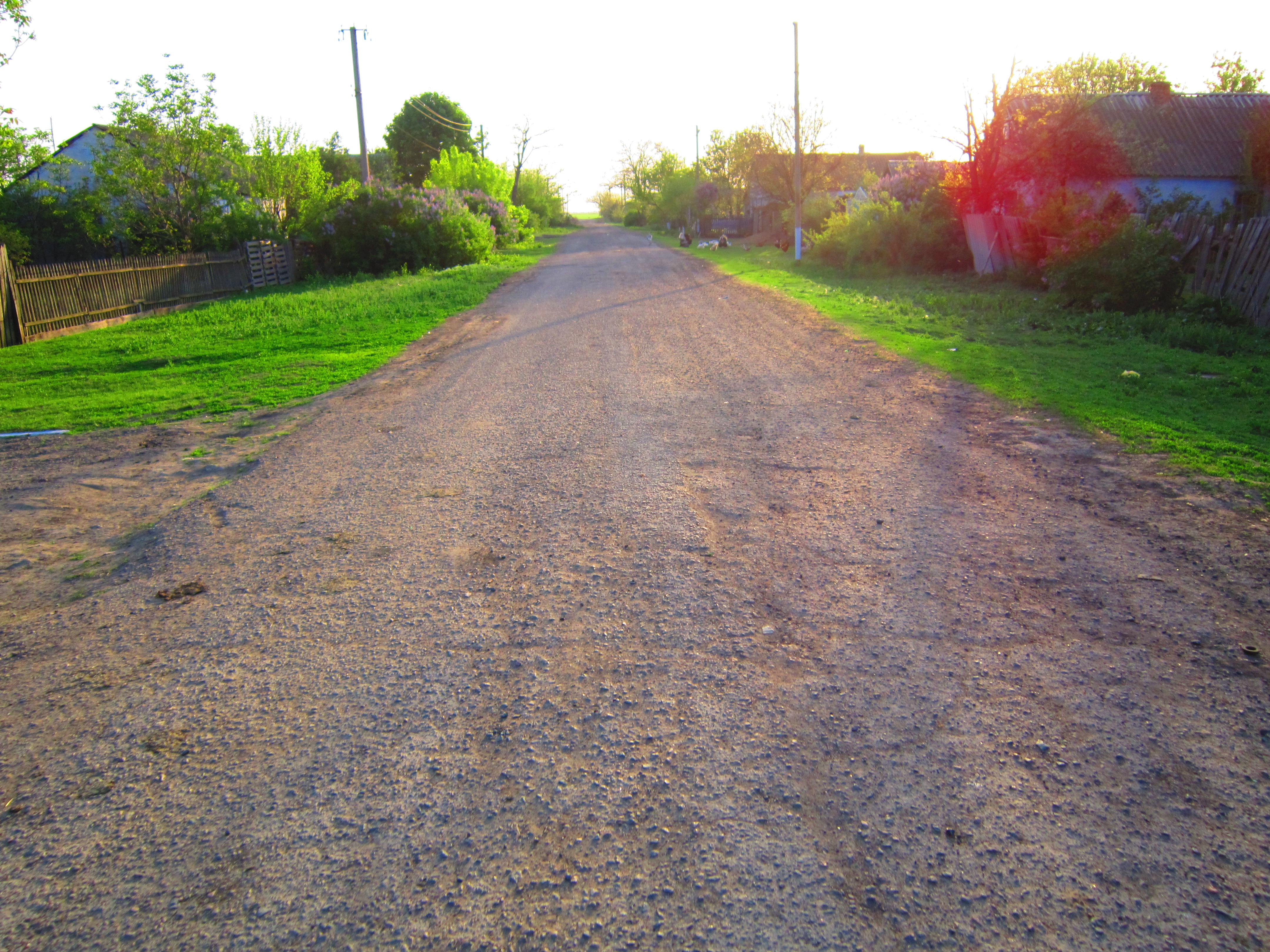
Первомайская улица
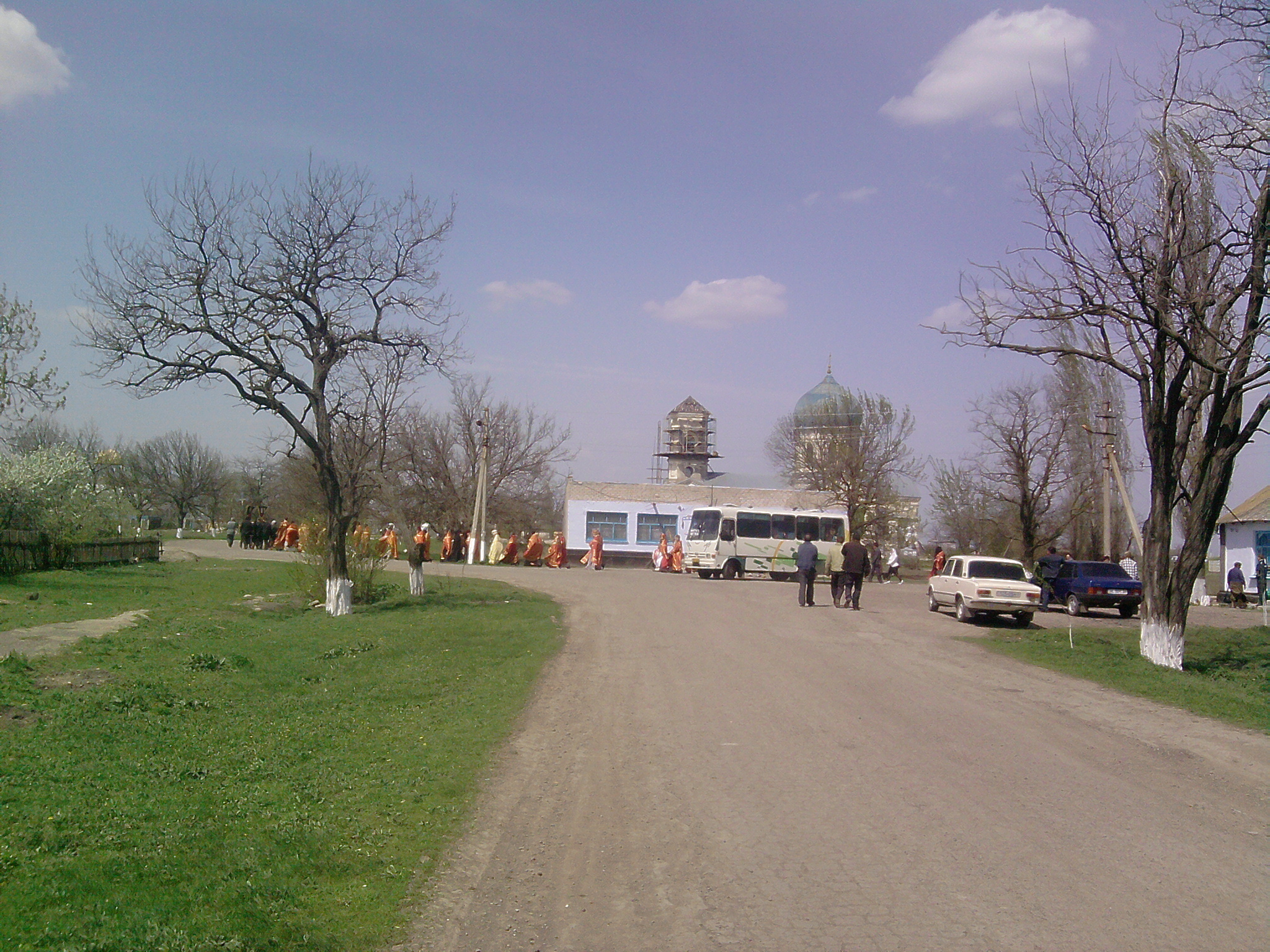
Центральная улица Мира
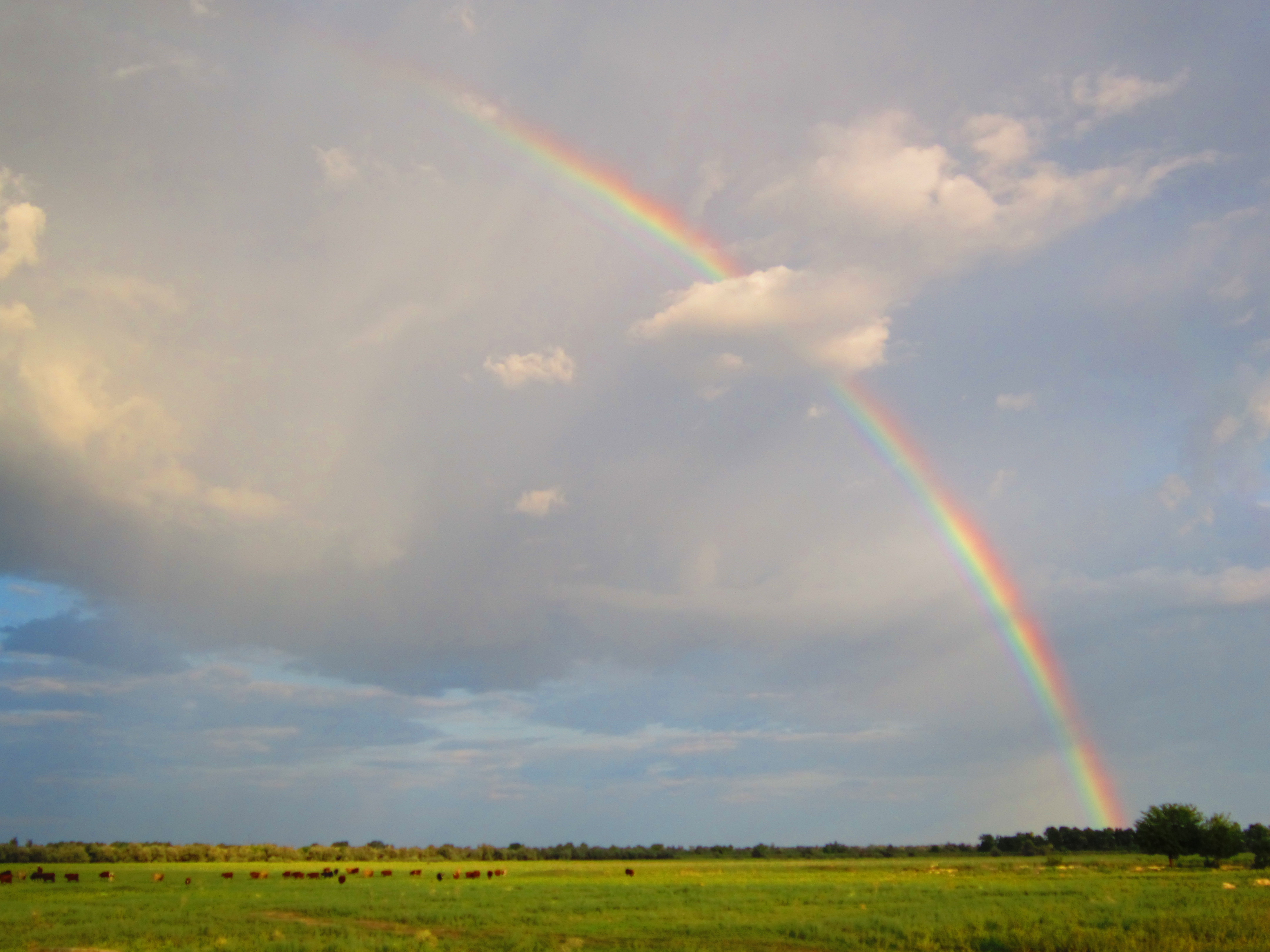
Окраина села — пастбище
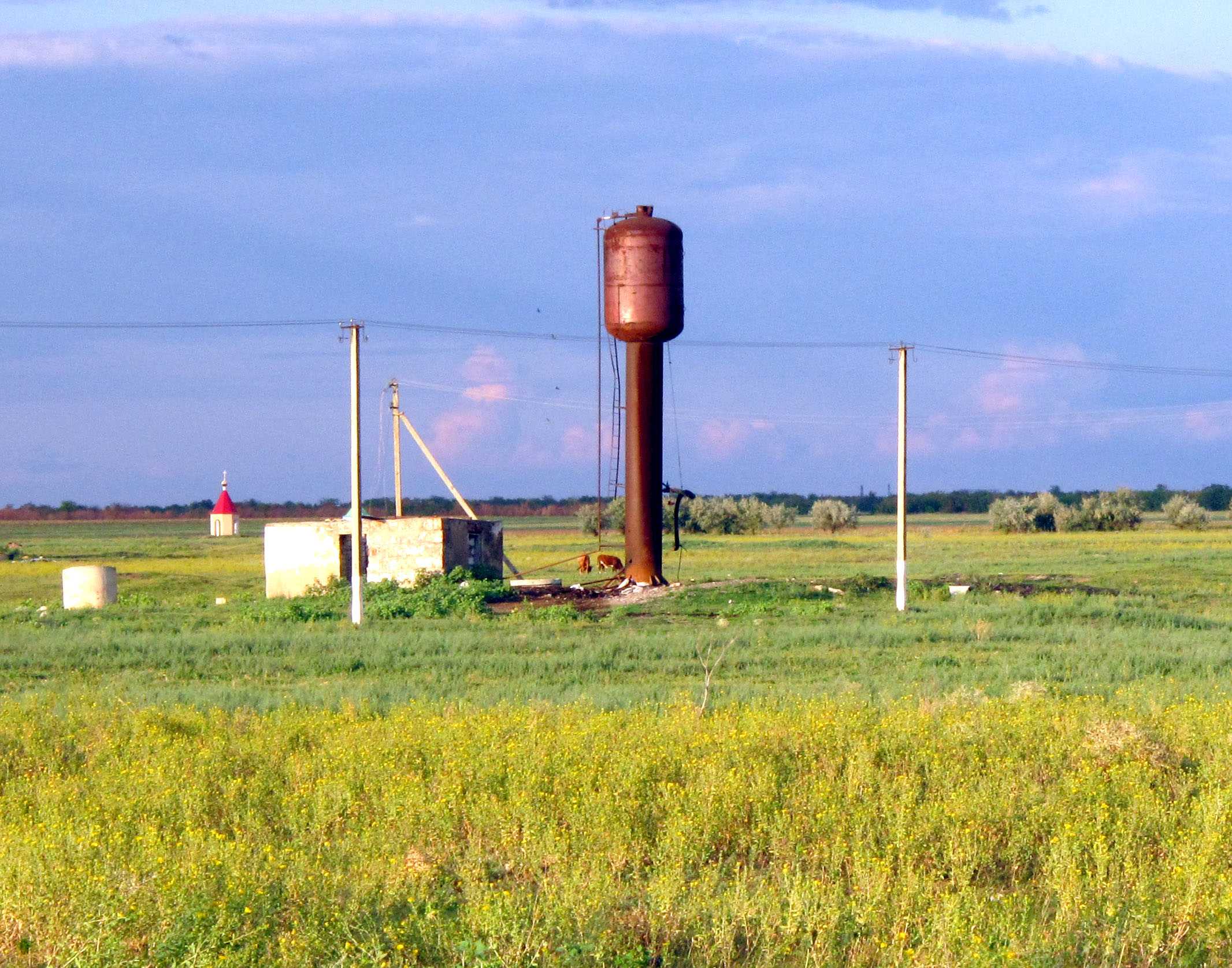
Водонапорная башня
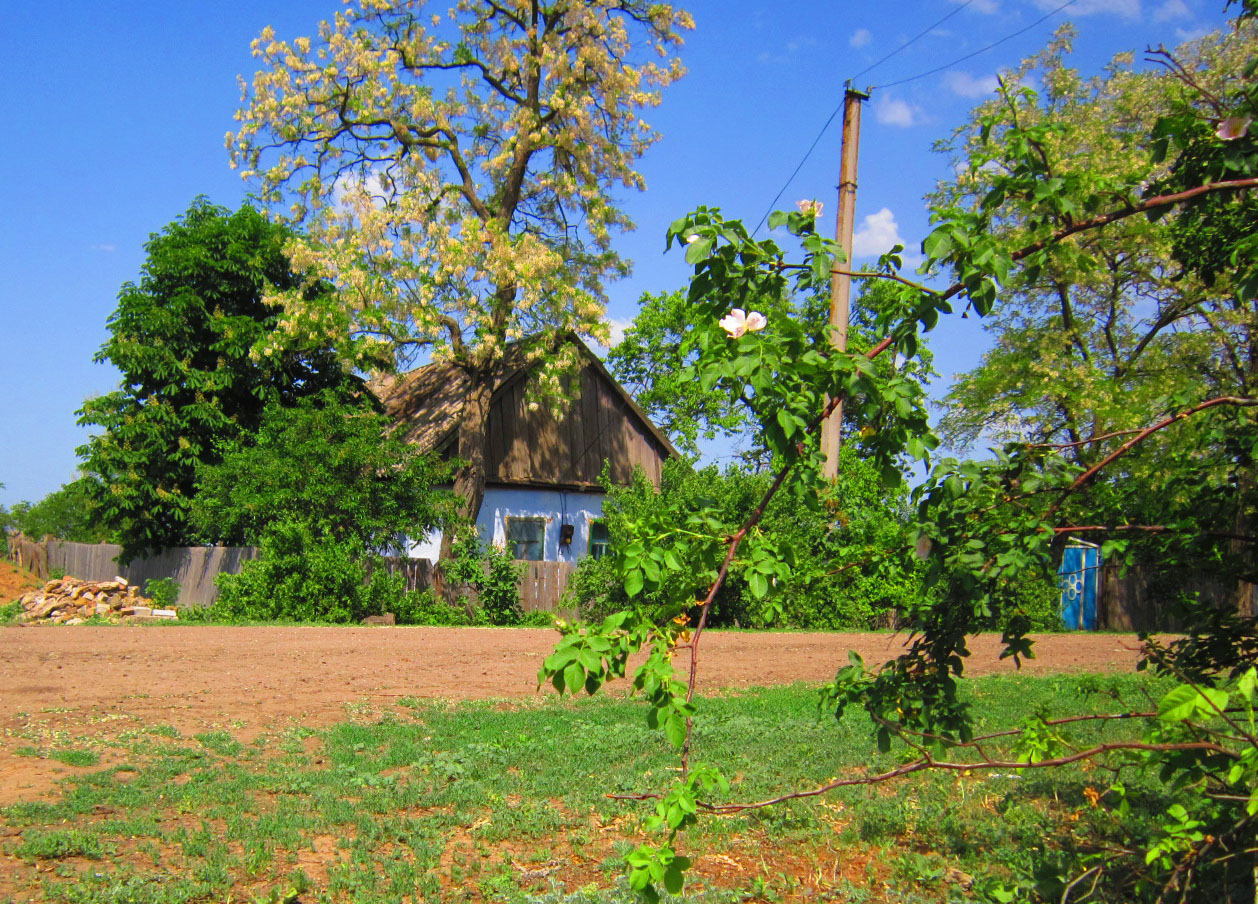
Домик на улице Первомайская